# 莱昂-卡斯蒂略故居博物馆

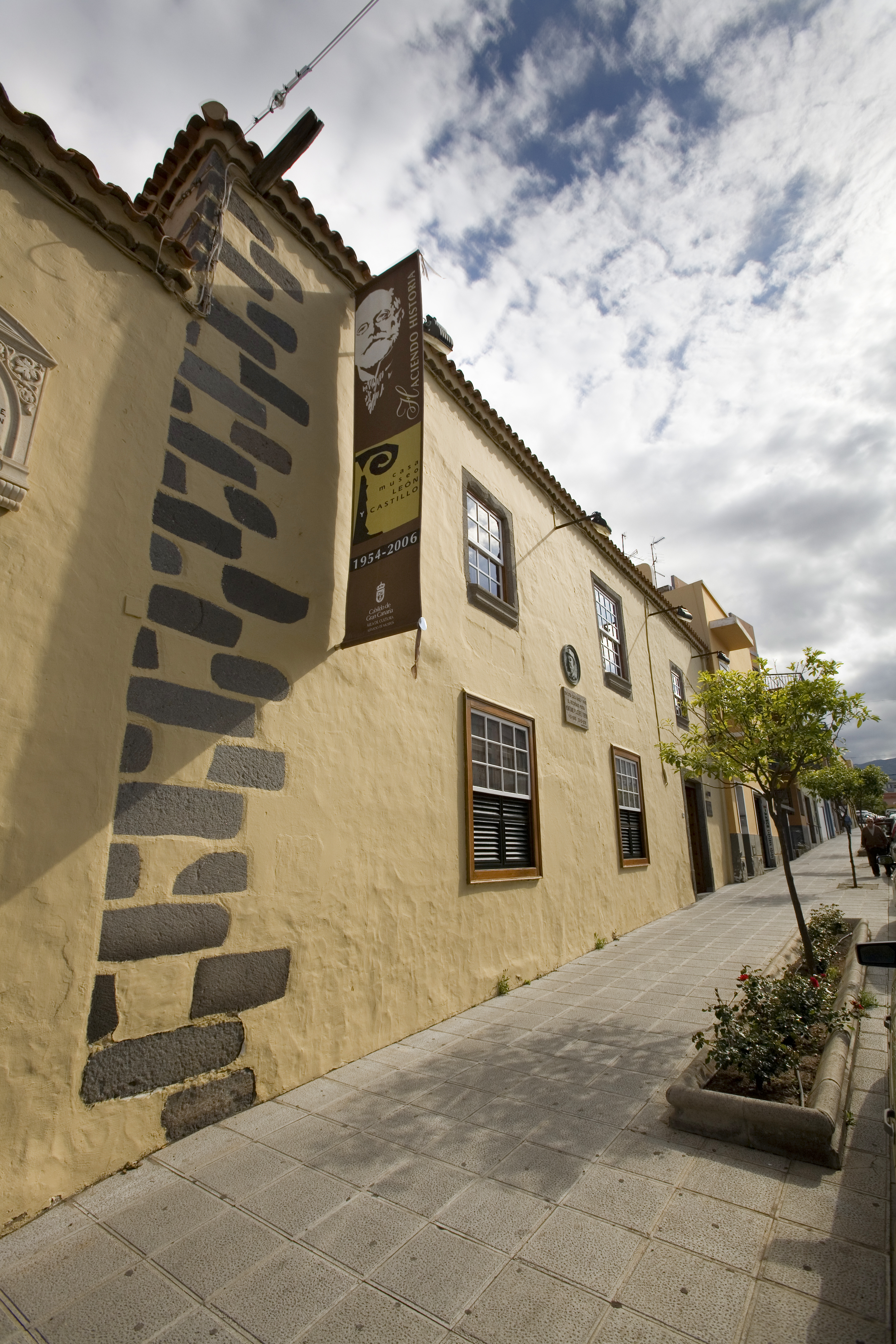
莱昂-卡斯蒂略博物馆

莱昂-卡斯蒂略故居博物馆（西班牙語：Casa-Museo León y Castillo）是位于西班牙加那利群岛大加那利岛特尔德市镇内的博物馆及文化中心。成立于1954年，博物馆用以纪念莱昂-卡斯蒂略家族中的两兄弟：第一任穆尼侯爵（Marqués del Muni）费尔南多·莱昂-卡斯蒂略和他的工程师兄弟胡安·莱昂-卡斯蒂略。博物馆由莱昂-卡斯蒂略的故居房子和隔壁的本地诗人及剧作家蒙蒂亚诺·普拉塞雷斯·托龙（Montiano Placeres Torón）的故居房子组成。

## 建筑风格
两幢房子均是加那利群岛上的穆德哈尔建筑风格，拥有类似哥特式的外墙拱门。

## 莱昂-卡斯蒂略兄弟

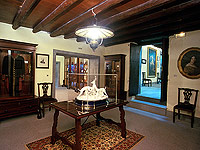
博物馆里的展厅

莱昂-卡斯蒂略俩兄弟均出生在此故居内。当时加那利群岛的行政管理正在奠定基础，他们两个都是那段历史时期的无可厚非的重要人物。胡安是公共工程的首席工程师及很多革新项目的规划者和执行者。他经手的工程包括拉斯帕尔马斯港、甘多的一家医院以及从拉斯帕尔马斯通往特尔德、阿圭梅斯、阿鲁卡斯和特罗尔的道路。而费尔南多则以自由理念的推动者被铭记。他是大加那利岛的坚定捍卫者，因此当选为岛议会议员，并从此涉及国内及国际政治。他担任了西班牙驻巴黎大使的职务长达30多年。

## 博物馆

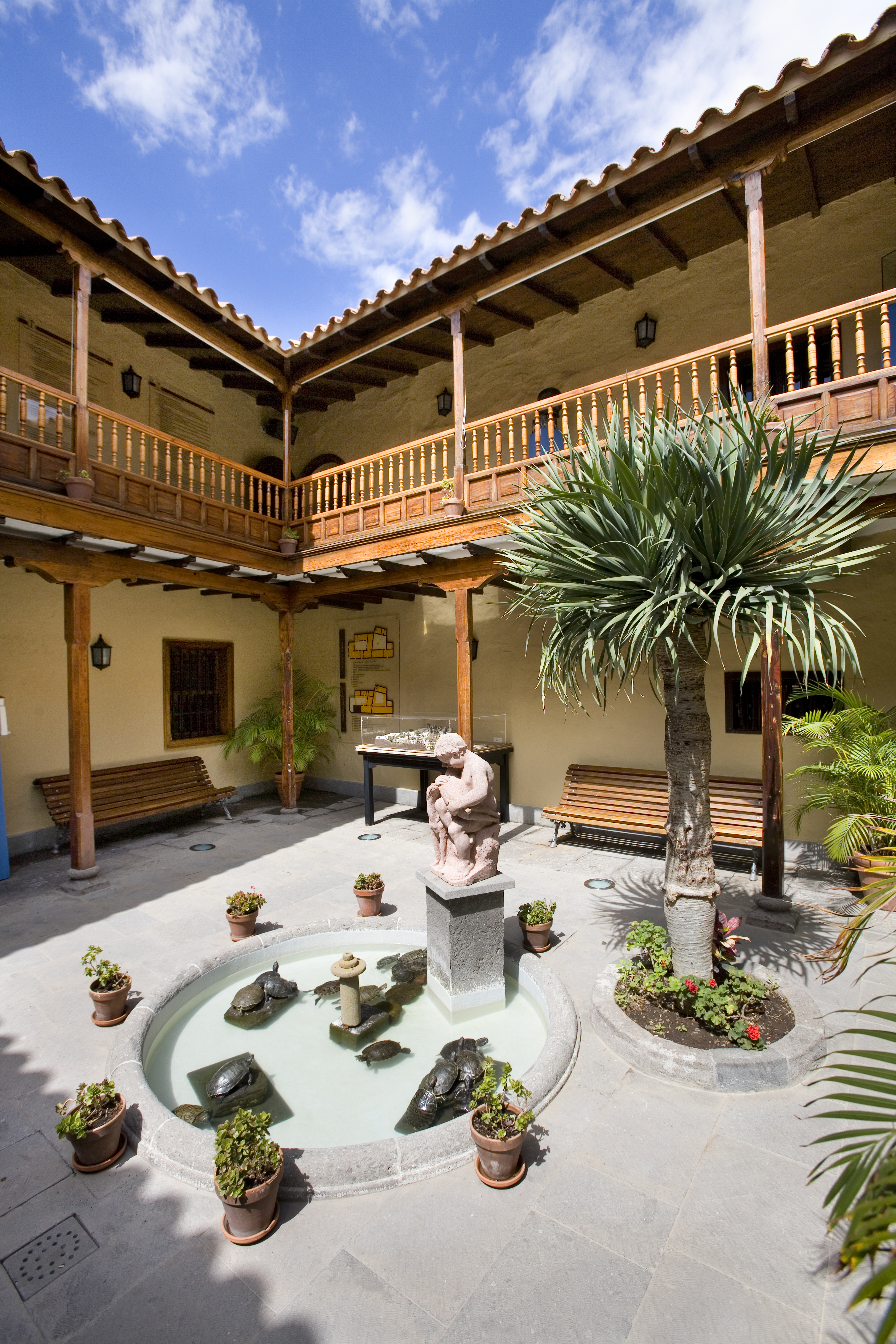
博物馆的庭院

现今该博物馆藏有大量有关加那利群岛历史及西班牙对外关系的文献及文件。该博物馆也成为了一个研究波旁复辟的中心，因为莱昂-卡斯蒂略家族捐献了与此相关的通信记录。

## 三毛
作家三毛曾在大加那利岛上的特尔德市镇居住过。当时此博物馆是岛上东南部唯一的图书馆，三毛是图书馆的常客，并经常在庭院的一个角落阅读。